# IS-7
El tanque pesado IS-7, también conocido por su nombre de proyecto Object 260, era un tanque soviético que comenzó a desarrollarse en 1945. El vehículo existió sólo en forma de prototipo y fue cancelado a favor del tanque T-10.

## Diseño y producción
El diseño del tanque pesado IS-7 comenzó en Leningrado en 1945 por Nikolai Fedorovich Shashmurin. Con un peso de 68 toneladas, fuertemente blindado y armado con un cañón de cañón largo S-70 de 130 mm, era el miembro más grande y pesado de la familia de tanques Iosif Stalin. y uno de los diseños de tanques pesados más avanzados.

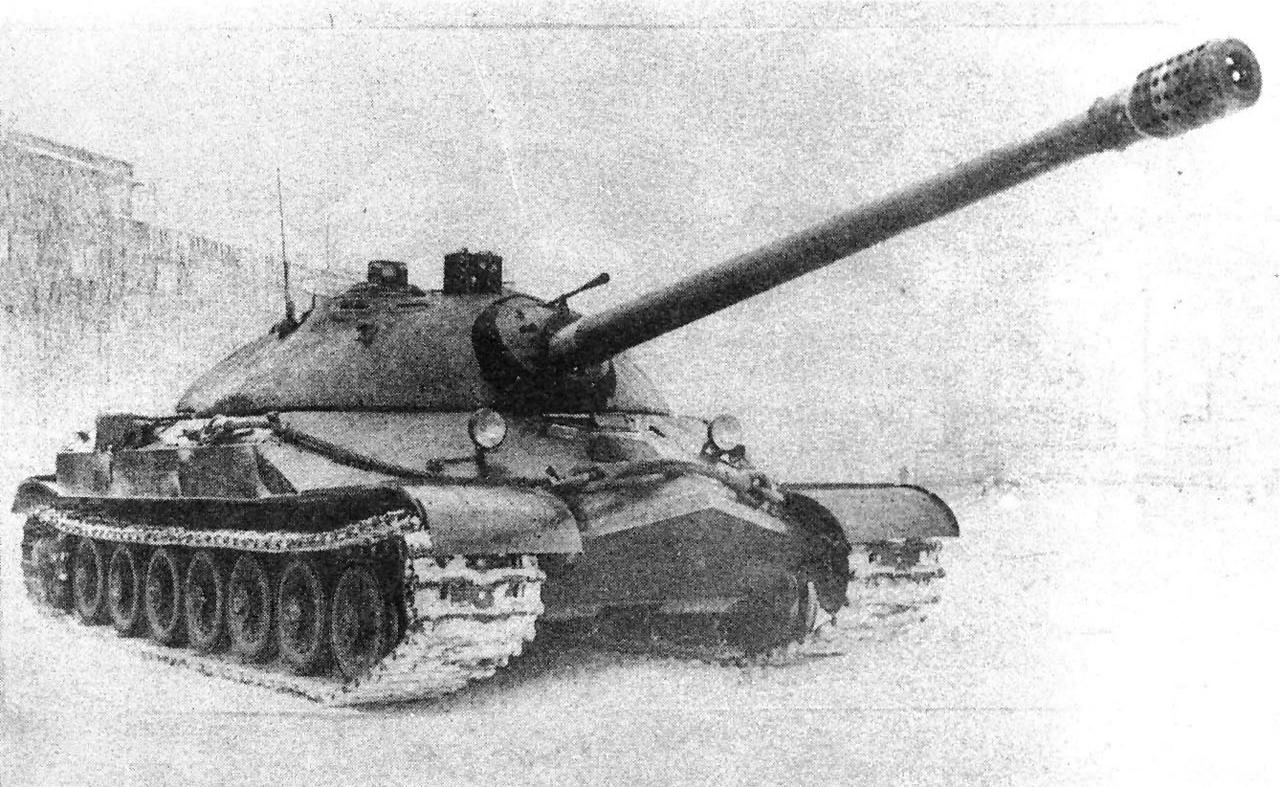
Un IS-7 durante las pruebas, 1948

El blindaje fue diseñado de forma similar al IS-3, con una punta en forma de pico en el glacis superior con 150 mm de blindaje inclinado a 65°. Esta armadura fue diseñada para desviar balas del 12,8 cm PaK 44 del Jagdtiger desde tan cerca como 1 kilómetro (0,6 mi). El glacis inferior fue diseñado para tener 100 mm, pero una medida tomada por Nicholas Moran encontró que tenía un grosor de 110-120 mm dependiendo de las variaciones de soldadura. El blindaje en los laterales también era de 150 mm en la placa lateral superior y de 100 mm en la placa lateral inferior. Detrás de la placa lateral inferior, unas bolsas inflables podían contener combustible. El mantelete de la torreta tenía un grosor de 350 mm y la propia torreta tenía entre 240 y 250 mm en un ángulo de 50 a 60 grados.
Cuando se dispara de frente, el ángulo extremo que presenta la punta de la pica da como resultado una probabilidad mucho mayor de rebote. Por lo tanto, la protección del blindaje podría mejorarse sin tener que utilizar cantidades excesivas de materiales. Sin embargo, si la punta de la pica se disparara desde un ángulo distinto al recto, el ángulo de impacto sería menos extremo y la protección se reduciría. El interior del tanque tiene forma de "V" visto desde el frente del tanque para que el blindaje lateral estuviera espaciado. A pesar de su peso, era fácil de conducir gracias a numerosas asistencias hidráulicas. Los cargadores notaron que el IS-7 era cómodo y que el cargador automático era fácil de usar. También fue capaz de alcanzar una velocidad máxima de 60 km/h, gracias a un motor diésel de 1.050 caballos de fuerza, lo que le otorgaba una relación potencia-peso de 15,4 hp/tonelada, una relación superior a la de la mayoría de los tanques medianos contemporáneos. Su blindaje no sólo era inmune al PaK 44 de 12,8 cm del Jagdtiger, sino que incluso era resistente a su propio cañón de 130 mm. Por razones desconocidas, probablemente debido a los considerables problemas derivados de su masa (puentes, transporte ferroviario; ningún tanque soviético/ruso aceptado en servicio después superó las 55 toneladas), el tanque no llegó a las líneas de producción.
El S-70 de 130 mm era una conversión de un cañón naval, que disparaba una ronda de 33 kilogramos (72,8 lb) APDS a 900 metros por segundo (3240,0 km/h). El mecanismo de carga del arma era un mecanismo de carga asistida con un sistema de cinta transportadora. Tenía seis rondas listas que luego habría que rellenar. Las rondas venían en dos partes: proyectil y propulsor. El IS-7 tenía una gran cantidad de ametralladoras (ocho) y probablemente habría perdido cinco de ellas si hubiera entrado en producción, según Nicholas Moran. A pesar de ser un excelente vehículo innovador, el IS-7 era pesado, caro y demasiado especializado; el T-10 es más adecuado para batallas más largas y guerras prolongadas, además de ser más fácil y económico de transportar. Los trabajos en el IS-7 cesaron el 18 de febrero de 1949.
Las orugas se hicieron especialmente para el IS-7, mientras que las utilizadas en los modelos de la serie IS eran bastante similares. La pista fue la primera pista soviética en utilizar casquillos de goma con pasadores individuales, retenidos en su lugar mediante pernos. El IS-7 tiene un total de siete ruedas unidas a brazos de rueda sobre barras de torsión, limitadas por resorte de voluta topes y amortiguadores hidráulicos. La parte trasera permitía llevar tanques de combustible externos.

## Variantes
- Object 261 – Variante de cañón autopropulsado del IS-7 con un cañón de 152 mm en la parte trasera. Sólo se produjo una maqueta de madera.
- Object 262 – Variante de cañón autopropulsado con un cañón de 152 mm en la parte delantera.
- Objeto 263 – Variante del cazacarros del IS-7. Un cañón S-70A de 130 mm está montado en un compartimento de combate trasero semicerrado.